# Benjamin Milam

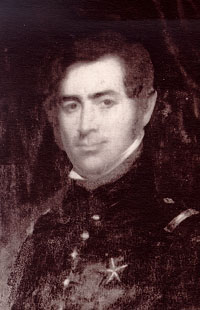
Benjamin Milam

Benjamin Rush "Ben" Milam (20 de outubro de 1788 – 7 de dezembro de 1835) foi um personagem de liderança na Revolução do Texas. O Condado de Milam foi nomeado em sua homenagem.  